# Nyúldomolykó
A nyúldomolykó (Leuciscus leuciscus) a sugarasúszójú halak (Actinopterygii) osztályának pontyalakúak (Cypriniformes) rendjébe, ezen belül a pontyfélék (Cyprinidae) családjába tartozó faj.
A Leuciscus halnem típusfaja.

## Előfordulása
A nyúldomolykó főként a homokos vagy kavicsos talajú, gyors folyású vizek lakója. Írországtól Szibériáig megtalálható. A magyarországi folyóvizekben, főleg az erős sodrású részeken, mindenütt előfordul.
A Dél-Franciaországban, azaz a Rhône, Garonne és az Aduor vízrendszerében élő rokon halat, melyet korábban, a Leuciscus leuciscus burdigalensis név alatt az alfajának véltek, manapság önálló fajként van számon tartva.

## Megjelenése

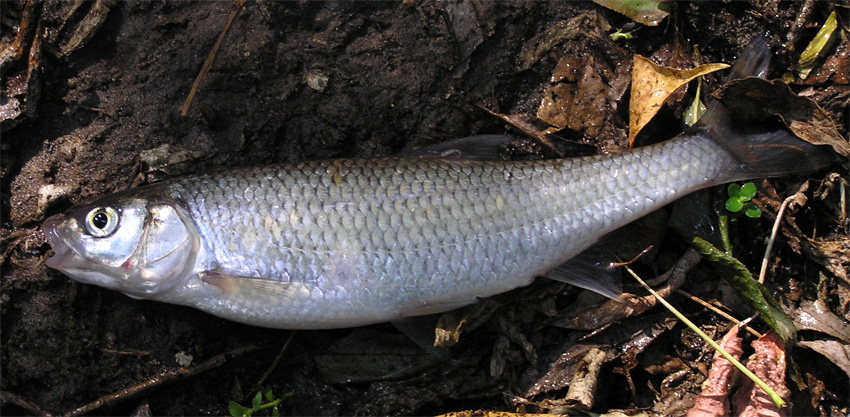
Tizenhat centiméteres kifogott nyúldomolykó

A hal teste előfordulási helyei szerint változó mértékben nyújtott, csaknem kerekded, kis fejjel és szűk, gyengén alsó állású szájréssel. Pikkelyei nagyok, 47-53 az oldalvonal mentén. Hátúszója 10-11, farok alatti úszója 10-12 sugarú; a farok alatti úszó pereme gyengén öblösödő. Garatfogai kétsorosak, 2.5-5.2(3). Háta sötét, kék csillogással; oldalai sárgásak, ezüstösen csillogóak; hasoldala fehéres. Mell- és hátúszói, valamint a farok alatti úszó a sárgástól a narancsszínűig változhat. Oldalvonala felül és alul gyakran sötéten szegett. Testhossza 15-20 centiméter, legfeljebb 40 centiméter; a legnagyobb példány elérheti az 1 kilogrammos testtömeget is. 42-46 csigolyája van.

## Életmódja
A felszín  közelében mozgó, rajban élő halfaj, egyike a legjobban úszó halaknak a pontyfélék között. Tápláléka plankton, férgek, csigák, rovarlárvák, vízi- és repülő rovarok, ritkábban növényi részek is. Legfeljebb 16 évig él.

## Szaporodása
Április-májusban ívik, ilyenkor a hímek egész testét apró nászkiütések borítják. A körülbelül 2 milliméter átmérőjű ikrák vízinövényeken és köveken tapadnak meg. A nyúldomolykó 3. életéve végén ivarérett, ez ritkán egy évvel korábban is bekövetkezhet.